# Kittson County
Kittson County är ett administrativt område i delstaten Minnesota i USA. År 2010 hade countyt 4 552 invånare. Den administrativa huvudorten (county seat) är Hallock. 

## Politik
Kittson County tenderar att rösta på demokraterna. I presidentvalet 2016 vann dock republikanernas kandidat med siffrorna 56,6 procent mot 34,5 för demokraternas kandidat, vilket är den största segern i området för en republikansk kandidat sedan valet 1928. Området har röstat för demokraterna i samtliga presidentval sedan 1892 utom 1900, 1904, 1908, 1920, 1928, 1972, 1980, 1984, 2000 och 2016.

## Geografi
Enligt United States Census Bureau har countyt en total area på 2 858 km². 2 841 km² av den arean är land och 17 km² är vatten.     

## Demografi
27 procent av befolkningen har svensk ursprung.

### Angränsande countyn
- Roseau County - öst
- Marshall County - syd
- Walsh County, North Dakota - sydväst
- Pembina County, North Dakota - väst